# Meranoplus raripilis
Meranoplus raripilis är en myrart som beskrevs av Horace Donisthorpe 1938. Meranoplus raripilis ingår i släktet Meranoplus och familjen myror. Inga underarter finns listade i Catalogue of Life.